# Dmitri Leonidovich Romanowsky
Dmitri Leonidovich Romanowsky có tên gốc bằng tiếng Nga: "ДМИТРИЙ ЛЕОНИДОВИЧ РОМАНОВСКИЙ", (phát âm tiếng Việt: "Đơmitri Lêôniđôvic Rômanôpski") là một giáo sư y khoa, bác sĩ người Nga được nhắc đến nhờ các nghiên cứu về y học và nhất là có phát minh đầu tiên trên thế giới về phương pháp phát hiện và chẩn đoán kí sinh trùng gây bệnh ở người.
Vì ông cũng nghiên cứu và có phát hiện về bệnh truyền nhiễm và máu người, nên người ta còn gọi ông là nhà huyết học và nhà vi trùng học. Phương pháp do ông phát minh thường gọi là nhuộm Rômanôpxki (Romanowsky stain), sau được Gustav Giemsa cải tiến thành phương pháp "nhuộm Romanowsky-Giemsa".

## Tiểu sử
- Ông sinh ngày 19 tháng 10 năm 1861,[2] trong một gia đình viên chức Nga ở tỉnh Pơskôp (vùng này ở tiếng Nga là: Пско́вская губе́рния).[3]
- Trong hồ sơ công tác của ông, có phần tự thuật:

1. "Thày thuốc: Dmitry Leonidovich Romanovsky,
2. Thành phần: thị dân (Меща́нство) ở St. Petersburg,
3. Đức tin: chính giáo (Правосла́вие),
4. Giáo dục bậc trung học tại "trường St. Petersburg số 6" (Шестая Санкт-Петербургская гимназия, thành lạp năm 1862)".[6]

- Năm 1880, ông nhập học tại trường Đại học St. Petersburg, khoa Tự nhiên và khoa Vật lý - Toán học. Ở đây, ông đã hoàn thành hai khóa học: khoa học tự nhiên (vật lý và toán học) và y học. Sau đó, ông tập trung vào y học để đến năm 1882 thi vào Học viện Quân y. Đến năm 1882, ông trở thành sinh viên của khóa học "dự bị" thuộc Học viện Y khoa và Phẫu thuật Hoàng gia, và năm 1886 tốt nghiệp với bằng danh dự.
- Ngày 30 tháng 11 năm 1886, ông được bổ nhiệm làm bác sĩ của Bệnh viện quân đội Ivangorod. Ngày 31 tháng 12 cùng năm, ông được điều chuyển đến Bệnh viện Tallin và công tác ở đây đến cuối tháng 9 năm 1889. Vào tháng 10 năm 1889, ông được biệt phái đến Bệnh viện Quân đội St. Petersburg Nikolaev (Петербургскому Николаевскому военному госпиталю), là bác sĩ trưởng khoa lâm sàng của giáo sư M.I Afanasyeva (М. И. Афанасьева). Đến tháng 5 năm 1890, ông trở thành trưởng môn nhãn khoa của bệnh viện này.[6][7]
- Ông lấy bằng Tiến sĩ y khoa vào năm 1891. Cũng trong năm đó, ông đã xuất bản một bài báo trong đó ông mô tả kỹ thuật nhuộm ký sinh trùng sốt rét từ các mẫu máu, nay gọi là phương pháp nhuộm Romanovsky.[8]

## Cống hiến chính

### Phát minh
- Trong luận văn của mình "Về vấn đề ký sinh trùng và điều trị bệnh sốt rét" (1891), Romanovsky đã mô tả sử dụng thuốc nhuộm "eosine-methylene blue" được đề xuất từ năm 1889 nhờ bác sĩ người Nga Ч. И. Хенцинский (Khentsinsky). Bằng cách này ông phát hiện người bệnh nào bị sốt rét, mà dùng thuốc kí ninh, thì sau 2 ngày, không phát hiện được Plasmodium  trong máu nữa. Kết quả này cho phép ông khẳng định thuốc kí ninh gây hại cho ký sinh trùng. Đây là kết luận này có tầm quan trọng lịch sử to lớn, vì trước đó không ai cho rằng dược chất có thể hoạt động theo cách này. Tuy nhiên, nhận định này không được khoa học thời bấy giờ chấp nhận. Mãi sau này, П. Эрлих (Ehrlich) mới phát triển và sáng lập hóa trị liệu bệnh sốt rét.[9]
- Phương pháp nhuộm Romanovsky do ông phát triển có lịch sử rất lâu đời, nhưng hiện vẫn có giữ vai trò quan trọng trong nghiên cứu mô học máu và nhiều loại tế bào khác. Đồng thời, được mở rộng sang nghiên cứu di truyền học.

### Tác phẩm
- Статья "К вопросу о строении чужеядных малярии" - 1890.
- Диссертация "К вопросу о паразитологии и терапии болотной лихорадки"  - 1891.
- Статья "Zur Frage der Parasitologie und Therapie der Malaria" (К вопросу о паразитологии и терапии малярии) - 1891.